# 陆大道
陆大道（1940年10月22日—），男，安徽桐城人，中国地理学家，中国科学院院士。主要从事经济地理学研究。现为中国科学院地理科学与资源研究所研究员、中国地理学会名誉理事长。

## 生平
1940年出生于安徽桐城。1963年毕业于北京大学地质地理系。2003年当选为中国科学院院士。